# Liliane Glock
Liliane Glock es una abogada francesa inscrita en el Colegio de Abogados de Nancy. Es conocida por haber defendido a clientes como Simone Weber, Francis Heaulme o incluso Jacques Maire.
Tras obtener su diploma en 1980, se ganó un nombre en la región de Lorena al representar a Simone Weber, autora del homicidio de Bernard Hettier, así como al asesino en serie Francis Heaulme y de Jacques Maire.
Durante el juicio de Francis Heaulme, en marzo de 2013, por el homicidio de dos menores en Montigny-lès-Metz en 1986, provocó la destitución de Pierre Gonzalez de Gaspard por parte de su cliente, horas antes del mismo.
Pierre Gonzalez de Gaspard contó con Liliane Glock en el caso de Francis Heaulme varios años antes durante del juicio.
Liliane Glock aprovechó para acceder a la sala de visitas para hablar con Francis Heaulme y lo convenció para cambiar de abogado.